# Henk Dorel
Henk Dorel of Henk Dorèl, pseudoniem voor Hendrik Doreleijers (Utrecht, 30 november 1907  - Laren (Noord-Holland), 3 januari 1993) was een Nederlands bariton. Hij zong niet alleen binnen het klassieke repertoire zoals opera's, operettes en oratoria; hij zong ook lichte muziek.
Hij was zoon van Pieternella Jacoba van Essen en sigarenmaker Louis Franciscus Marie Doreleijers. Hijzelf trouwde, als musicus geboren in Amby, in 1939 met kapster Maria Geertruida Castermans.
Als hobby (hij zou schilder zijn geweest) zong hij in de Koninklijke Zangvereniging Mastreechter Staar. Hij kreeg zijn zangopleiding deels aan de Stedelijke Muziekschool Maastricht onder leiding van Alphons Crolla, op wiens afscheidsreceptie Dorel dan ook zong.
Tijdens de oorlog kwam zijn naam bovendrijven. In Limburg was hij al bekend als zanger Henk Doreleijers. In het westen zong hij met het Orkest Zonder Naam van Ger de Roos en bij de Kameropera.
Vooral na de Tweede Wereldoorlog was hij veelvuldig op de radio te horen via de omroepen KRO en NCRV. Zijn loopbaan liep tot eind jaren zestig. De sleet kwam toen op zijn stem.
Hij was bekend vanwege zijn vertolking van de refreinteksten van Hup Holland Hup (Jan de Cler zong de rest), de tune van Negen heit de klok en Wie klimt er mee tot boven in de mast.
Dorel werd 85 jaar oud. Zijn overlijden in verpleeghuis "De Stichtse Hof" was (klein) landelijk nieuws. De crematie vond plaats op Den en Rust in Bilthoven.
- MusicBrainz: 26f2e9dc-d000-45d3-84aa-8a4cde6603e7